# John Gregory Bourke

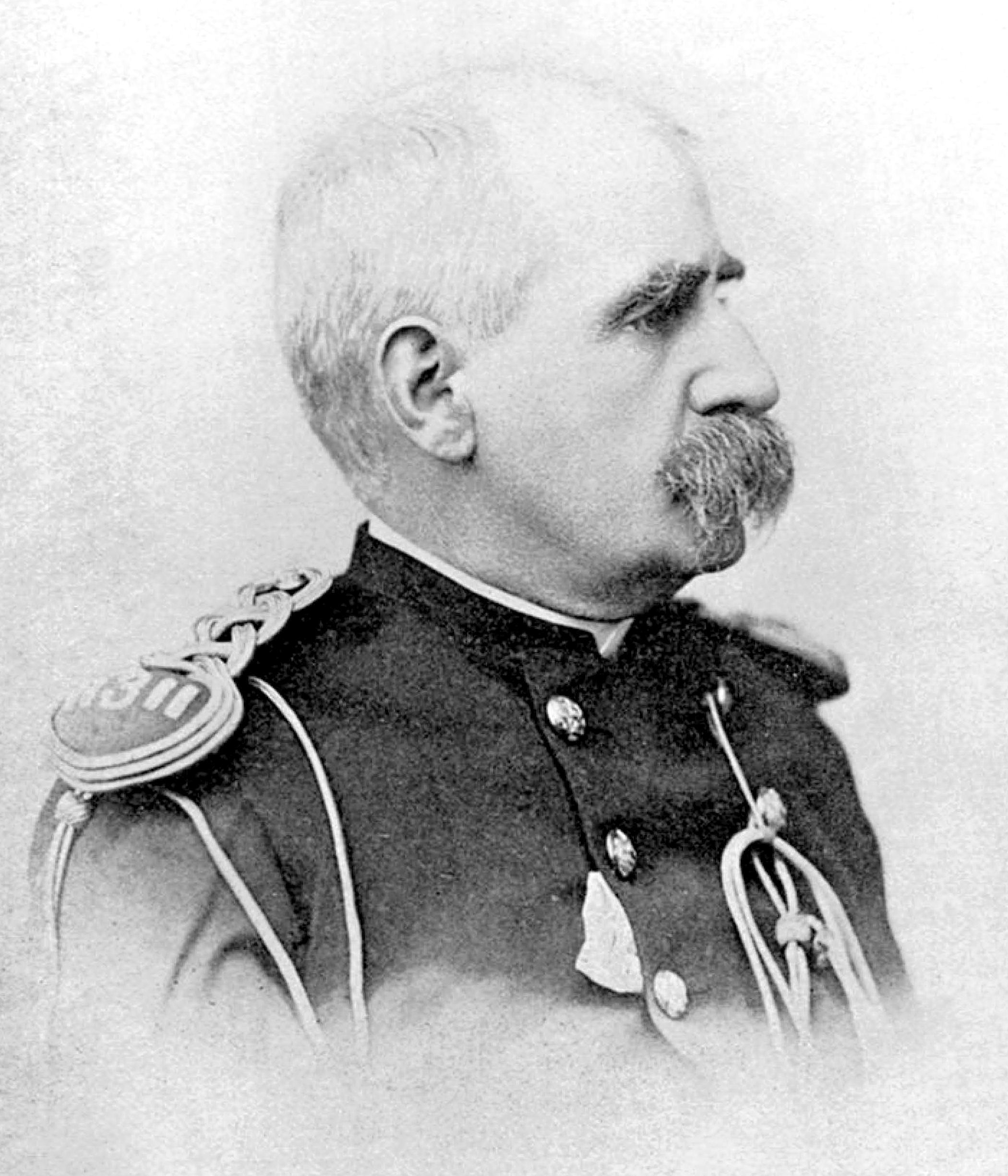
John Gregory Bourke

John Gregory Bourke (* 23. Juni 1843 in Philadelphia, Pennsylvania; † 8. Juni 1896 ebenda) war ein US-amerikanischer Offizier und Ethnologe. Bedeutsam sind seine ethnologischen Veröffentlichungen über die Indianer Nordamerikas sowie die interkulturellen Vergleiche zu den Traditionen der Völker. Ein Schwerpunkt seiner Veröffentlichungen beschreibt das Brauchtum beim Einsatz von Produkten der Exkretion und Defäkation.

## Leben
Bourke – Sohn eines aus der irischen Grafschaft Galway stammenden Einwanderers – trat im Alter von neunzehn Jahren während des Sezessionskrieges (1861–1865) als Freiwilliger in das 15. pennsylvanische Reiterregiment ein. Er wurde 1865 ehrenvoll entlassen. Für seine Verdienste in der Schlacht am Stones River unter General George Henry Thomas erhielt er die Medal of Honor. Auf Empfehlung seines Generals wurde er dann in die United States Military Academy aufgenommen und nach bestandener Prüfung 1869 zum Unterleutnant befördert. Er wurde dem 3. Reiterregiment zugewiesen und kämpfte vor allem in New Mexico und Arizona gegen die Indianer. Von 1871 bis 1883 war er Adjutant des Generals George Crook, zu dem er in den folgenden Jahren eine Freundschaft pflegte. 1876 wurde er zum Oberleutnant ernannt, eine Ernennung zum Major lehnte er ab.
Bourke führte Tagebücher, in denen er seine Beobachtung über die Kämpfe und die Indianer eintrug. Dadurch wurde er ein Experte für die Sitten und Gebräuche der Indianer und deren Denkweise. Im Gegensatz zu seinen Gefährten zeichnete er sich durch Mitgefühl gegenüber den Indianern aus. John Gregory Bourke setzte sich immer wieder dafür ein, die restlichen Stämme nach Kämpfen nicht gänzlich auszulöschen. Seine Kenntnisse und sein Einfühlungsvermögen wurden im Kriegsministerium in Washington, D.C. geschätzt. Bourke wurde in verschiedenen Kommissionen zum Schicksal der restlichen Stämme eingesetzt.
Bourke erhielt den Auftrag, Sitten und Gebräuche der Pueblo-Kulturen, der Apachen und der Navajo zu studieren. Als ein Teil dieser Studien erschien im Jahr 1884 seine Veröffentlichung über den Schlangentanz der Hopi in Arizona als erste wissenschaftliche Abhandlung über diese dann populär gewordene Zeremonie.
1886 wurde Bourke – mittlerweile Hauptmann – nach Washington berufen, um seine Erkenntnisse und Aufzeichnungen über die Indianer zu sortieren und aufzuarbeiten. Für diese Arbeit brauchte er fünf Jahre: Bourke nutzte nicht nur seine Berichte, sondern er verbrachte viel Zeit in Bibliotheken, um die von ihm gemachten Beobachtungen mit den Sitten anderer Indigenen Völker zu vergleichen. Dabei entstanden eine Reihe von Veröffentlichungen, darunter Abhandlungen über die Medizinmänner der Apachen-Indianer und über Harntänze bei verschiedenen Völkern.
Auf die Kotsitten wurde Bourke erstmals 1881 aufmerksam als Gast bei den Zuñi-Indianern, wo er einer Zeremonie der Newekwe-Priester beiwohnen durfte. Diese Erfahrungen veröffentlichte er 1888 unter dem Titel The use of human odure and human urine in rites of a religious or semi religious character among various nations. Zahlreiche Studien zu den Kotsitten verschiedener Völker führten dann zu seinem Hauptwerk, welches 1891 unter dem Titel Scatologic Rites of all Nations. A Dissertation upon the Employment of Excrementicious Reemdial Agents in Religion, Therapeutics, Divination, Witch-Craft, Love-Philters, etc. in all part of the Globe erschien. Dieses Werk wurde nur an ausgewählte Fachleute verteilt und erst 1913 in einer Überarbeitung von Friedrich S. Krauss und Hermann Ihm mit einem Geleitwort von Sigmund Freud der Öffentlichkeit zugänglich gemacht.
Während der Zeit in Washington war John Gregory Bourke Mitglied des Vorstandes der Anthropological Society.
Bourke half danach bei den Panamerikanischen Kongressen durch seine Kenntnisse der spanischen Sprache bei der Vermittlung und ging als Fortkommandant nach Texas, wo er sich vor allem im Kampf gegen Indianeraufstände und mexikanische Räuberbanden betätigte. Zu der Zeit sammelte er vor allem rituelle Gegenstände, darunter ein Halsband aus menschlichen Fingern, welches im National-Museum in Washington ausgestellt wurde.
Bourke war Mitarbeiter bei verschiedenen ethnologischen Zeitschriften, in denen er regelmäßig Beiträge über die Indianer und seine Erkenntnisse veröffentlichte.

## Veröffentlichungen (Auswahl)
- The Snake Dance of the Moquis. Sampson Low, Marston, Searle & Rivington, London / Scribner, New York 1884.
- An Apache campaign in the Sierra Madre: an account of the expedition in pursuit of the hostile Chiricahua Apaches in the spring of 1883. Scribner, New York 1886.
- Compilation of notes and memoranda bearing upon the use of human ordure and human urine in rites of a religious or semi-religious character among various nations. War Department, Washington 1888 (Digitalisat).
- Notes on the Cosmogony and Theogony of the Mojave Indians of the Rio Colorado, Arizona. In: The Journal of American Folk-Lore, Bd. 2 (1889), Nr. 6, S. 169–189.
- Vesper Hours of the Stone Age. In: American Anthropologist, Bd. 3 (1890), No. 1, S. 55–64.

- Notes on the Gentile Organization of the Apache. In: Journal of American Folklore. Bd. 3 (1890) S. 111–126 (Digitalisat).
- Notes on Apache Mythology. In: American Anthropologist, Bd. 3 (1890), Nr. 10, S. 209–212.
- On the Border with Crook. Scribner, New York 1891.
- Folk-Lore concerning Arrows. In: American Anthropologist, Bd. 4 (1891), Nr. 1, S. 71–74.
- Scatologic Rites of all Nations. A Dissertation upon the Employment of Excrementicious Reemdial Agents in Religion, Therapeutics, Divination, Witch-Craft, Love-Philters, etc. in all part of the Globe. Based upon Personal Notes and Personal Observations and upon Compilation from over one thousand Authorities. Not for General Perusal. W.H. Lowdermilk & Co, Washington 1891.
  - deutsche Übersetzung: Der Unrat in Sitte, Brauch, Glauben und Gewohnheitsrecht der Völker (= Beiwerke zum Studium der Anthropophyteia; Band 6), mit einem Geleitwort vom Sigmund Freud (Originaltitel: Scatalogic rites of all nations, übersetzt von Friedrich S. Krauss und H. Ihm), unveränderter Nachdruck der deutschen Erstausgabe (Privatdruck, Ethnologischer Verlag, Leipzig 1913), Eichborn, Frankfurt am Main.
- Primitive Distillation among the Tarascos. In: American Anthropologist, Bd. 6 (1893), S. 65–69.
- The Miracle Play of the Rio Grande. In: The Journal of American Folklore, Bd. 6 (1893), Nr. 21, S. 89–95 (Digitalisat).
- Distillation by Early American Indians. In: American Anthropologist, Bd. 7 (1894), Nr. 3, S. 297–299.
- The Laws of Spain in their Application to the American Indians. In: American Anthropologist, Bd. 7 (1894), S. 193–201.
- Popular Medicine, Customs, and Superstitions of the Rio Grande. In: The Journal of American Folklore, Bd. 7 (1894), Nr. 25, S. 119–146 (Digitalisat).
- The Folk-Foods of the Rio Grande Valley and of Northern Mexico. In: The Journal of American Folklore, Bd. 8 (1895), Nr. 28, S. 41–71 (Digitalisat).
- The diaries of John Gregory Bourke. 5 Bde., University of North Texas Press, Denton 2003–2013.